# Izrael na Letních olympijských hrách 2008
Izrael se účastnil Letní olympiády v Pekingu v Číně. Jednalo se o v pořadí čtrnáctou izraelskou účast na LOH.
Izraelská delegace čítala celkem 43 sportovců, což byl doposud největší počet v olympijské historii. Delegace tak pokořila rekord 40 sportovců ze Sydney v roce 2000. Poměr mužů a žen v olympijském týmu byl téměř vyrovnaný (23 mužů a 20 žen), tedy rovněž v izraelské historii největší podíl žen. Jednalo se také o doposud nejmladší izraelskou delegaci, jelikož zhruba polovina účastníků byla mladších 23 let.
Střelec Guy Starik byl v pořadí již druhým Izraelcem, který se účastnil olympijských her již po čtvrté. Tři sportovci byli na olympiádě již potřetí. Byli jimi Alexandr Averbuch, Ari'el Ze'evi a Michael Kolganov. Dvanáct sportovců se již účastnilo letní olympiády v Athénách v roce 2004 a pro 27 sportovců byla olympiáda v Pekingu olympijským debutem.

## Medailisté
| Medaile | Jméno        | Sport    | Soutěž         |
| ------- | ------------ | -------- | -------------- |
| Bronz   | Šahar Cuberi | Jachting | Muži třída RSX |